# Росалес, Франсиско Антонио
Франсиско Антонио Росалес Бенитес (исп. Francisco Antonio Rosales, широко известен при жизни как Пакито Бенитес, Paquito Benitez; 9 ноября 1906, Калье Сан-Тельмо, Мансанильо, Куба — 13 февраля 1958, Гуантанамо) — кубинский политический деятель, первый мэр-коммунист в истории Кубы.

## Биография
Родился в бедной семье (отец был бондарем и ветераном войны за независимость), в возрасте 11 лет был вынужден оставить школу и начал работать помощником в табачной лавке. Впоследствии продолжил получение школьного образования в вечерней школе, когда ему было уже 20 лет. В 1929 году вступил в Коммунистическую партию Кубы, действовавшую в подполье, и начал активно участвовать в забастовках и демонстрациях рабочих. 
В 1940 году после выхода партии из подполья и принятия новой, прогрессивной конституции Кубы победил на выборах мэра своего родного города Мансанильо, став первым в истории Кубы мэром-коммунистом (Карлос Рафаэль Родригес занимал такую должность ещё до того, как вступил в компартию). Почти не имея сторонников среди других чиновников, сумел улучшить работу общественного водопровода (во время пребывания Росалеса на посту мэра истёк срок действия контракта с Кубинской электроэнергетической компанией на эксплуатацию городского акведука, и компания не решилась предложить мэру-коммунисту взятку за очередное продление контракта), при нём была основана новая больница и проложено несколько дорог в сельской местности, снижена плата за электричество и воду, а в ряд бедных районов округа, по некоторым сведениям, вода при нём начала подаваться бесплатно. После окончания срока полномочий жил в бедности, ему не хватало денег на лекарства для тяжелобольного сына.
После штурма казарм Монкада Росалес был 7 февраля 1958 года арестован и доставлен сначала в Сантьяго-де-Куба, затем в Гуантанамо, где и убит спустя 6 дней в армейских казармах Рио-Фрио. Перед смертью его подвергали пыткам электрическим током с целью вынудить выдать товарищей по партии. На современной Кубе считается одним из героев революционного движения.